# Föreningen för kvinnans politiska rösträtt i Åtvidaberg
Föreningen för kvinnans politiska rösträtt i Åtvidaberg, även kallad Åtvidabergföreningen för kvinnans politiska rösträtt, var Åtvidabergs lokalförening inom Landsföreningen för kvinnans politiska rösträtt (LKPR). Föreningen bildades 1908 och var verksam lokalt i Åtvidaberg för införandet av kvinnors rösträtt i Sverige.
Bland aktiviteterna fanns föredrag, samkväm, insamling av medel och förhandlingar om samarbete med andra organisationer. 

## Historik
Föreningen för kvinnans politiska rösträtt i Åtvidaberg bildades 18 oktober 1908, på initiativ av Gulli Petrini. Under 1908 häll föreningen i ett offentligt möte med föredrag av Jenny Wallerstedt. År 1909 anordnade föreningen en offentlig föreläsning av Frigga Carlberg. Under 1913 anordnade föreningen i samband med sin namninsamling, ett föredrag av Ella Billing. Ester Röhl höll under 1914 ett föredrag om "Rösträttsfrågan i riksdagen". Under 1915 höll Röhl åter ett föredrag över Erik Gustaf Geijer och under sommaren hölls föreläsning i Bergman-Österbergska samhällskurserna.

## Ordförande
- 1908–1910: Anna Häggström
- 1910–1916: Maria Johansson
- 1916–1921: Ester Röhl